# ᰁ
Cette page contient des caractères spéciaux ou non latins. S’ils s’affichent mal (▯, ?, etc.), consultez la page d’aide Unicode.
ᰁ, transcrit kl, est une consonne de l’alphasyllabaire lepcha.

## Représentations informatiques
| Représentation | Chaînes de caractères | Points de code | Descriptions      |
| -------------- | --------------------- | -------------- | ----------------- |
| ᰁ              | ᰁ                     | U+1C01         | Lettre lepcha kla |